# Josep Maria Santacreu Marginet
Josep Maria Santacreu Marginet (en español: José María Santacreu Marginet) (Santa Creu de Jutglar, Barcelona, 8 de febrero de 1927) es un político y empresario español.

## Biografía
Josep Maria (José María) nació el 8 de febrero de 1927, en la localidad barcelonesa de Santa Creu de Jutglar.
Ha sido consejero de empresas periodísticas y de bancos, como el Banco Mercantil de Manresa, entre otros. Ha sido presidente del Banco de Huesca y gerente de J. Santacreu, SA, Fincas agrícolas y ganaderas, miembro del Patronato del Hospital del Cáncer y consejero de la Universidad Abat Oliba.
Durante su etapa como propietario del Diario de Barcelona (1975-1980) hubo cinco directores: Josep Pernau Riu (1975-1977), Tristán la Rosa y Ball Llovera (1977), Antonio Alemany Dezcallar (1977-1979), Julio Merino González (1979-1980) y Joan Segura Palomares (1980).
Especializado en temática agrícola, fue presidente de la comisión de agricultura de Alianza Popular en Barcelona. Con este partido fue elegido diputado por la circunscripción de Barcelona a las elecciones al Parlamento de Cataluña (1984) y fue miembro de la Comisión de Agricultura, Ganadería y Pesca del Parlamento de Cataluña. En 2005 fue miembro del patronato de la Fundación Manuel Fraga Iribarne.

### Vida personal
Está casado y tiene un hijo. Reside en Barcelona.(Ignasi Santacreu Roig)

## Obras
Entre sus obras destacan las siguientes: 
- Grandeza y servidumbre del hereu (1979) Ed. Auditor, ISBN 9788430015382
- Inquietudes de un hombre de la calle (1970), Departamento de Relaciones Públicas de J.M. Santacreu
- Preocupaciones económicas y sociopolíticas (1978)
- Monólogo de un agricultor (1982)
- Panorámica de un derrumbamiento (1984)
- Els problemes del camp a Catalunya (1995)